# پیتر گرادین
پیتر گرادین (انگلیسی: Peter Gradin؛ زادهٔ ۹ دسامبر ۱۹۵۸) بازیکن هاکی روی یخ اهل سوئد است.